# Departure (série télévisée)
Departure est une série télévisée dramatique à suspense créée par Vince Shiao et diffusée à partir de juillet 2019
,.
Produite par Shaftesbury Films (en), Greenpoint Productions et Corus Entertainment pour Global Television Network et Peacock, elle est réalisée par T. J. Scott (en), avec pour interprétes principaux Archie Panjabi et Christopher Plummer. La première saison a eu en moyenne plus d'un million de téléspectateurs par épisode lors de sa diffusion au Canada et au Royaume-Uni.
La troisième saison, avec Eric McCormack, a été nommée en 2021 par l'Académie canadienne du cinéma et de la télévision pour un prix Écrans canadiens.

## Personnages et interprètes

### Principal
Personnel du Bureau d'enquête sur la sécurité des transports (Transport Safety and Investigations Bureau, TSIB) :
- Archie Panjabi : Kendra Malley : l'enquêteuse principale du TSIB
- Christopher Plummer : Howard Lawson, directeur principal du TSIB, mentor de Kendra (saisons 1-2)
- Kris Holden-Ried : Dominic Hayes, enquêteur
- Mark Rendall : Theo Barker, enquêteur
- Peter Mensah : Levi Hall, enquêteur principal (saison 1)
- Claire Forlani : Janet Friel, agente du MI5 (saison 1)
- Tamara Duarte : Nadia, enquêteuse (saison 1)
- Kelly McCormack : Charlotte Jensen, enquêteuse (saison 2)
- Ci Hang Ma : Michelle, enquêteuse (saison 3)
- Romaine Waite : Ziggy Renard, enquêteur (saison 3)

### Saison 1
- Allan Hawco : Richard Donovan, pilote du vol 716
- Tyler Fayose : Arthur Delaney, copilote du vol 716
- Rebecca Liddiard : Madelyn Strong, seule survivante du vol 716
- Kristian Bruun : Daniel Hoffman, passager du vol 716
- Emilio Doorgasingh (en) : Hassan Esmaili, agent double irano-israélien, ancien terroriste, passager du vol 716
- Emmanuel Kabongo  : Orderly
- Alexandre Bourgeois : AJ Malley, fils adoptif de Kendra
- Shazad Latif : Ali Basra, le petit ami de Madelyn Strong
- Evan Buliung : Derek Strong : le père de Madelyn Strong
- Sasha Roiz : Pavel Bartok, un oligarque, patron de Bartok Airways
- Chantelle Han : Su-Lin Donovan, épouse de Richard Donovan
- Ryan Pierce : Hugh Keehlar : le mari secret de Richard Donovan
- Dougray Scott : Ethan Moreau, PDG de BGA, British Global Air

### Saison 2
- Karen LeBlanc : Ellen Hunter
- Jason O'Mara : Max O'Neill
- David Hewlett : Bill Ranch

### Saison 3
- Patrick Sabongui : Shakir Urgessa
- Eric McCormack : Cole Banks, Commandant de l'US Navy
- Ben Carlson : Jack Bazin
- Lauren Lee Smith : Linda Halley
- Jake Weber : Joe Turner, capitaine du ferry
- Shailyn Pierre-Dixon : Jada Collins
- Paula Boudreau : Margery Shank
- Brit MacRae : Jessica Hicks, second du ferry

## Réalisation et tournage

### Saison 1
Le tournage a lieu en 2018 dans l'Ontario, à Cambridge (les scènes supposées se passer à Scotland Yard sont tournées à l'hôtel de ville ), Hamilton et Toronto. En janvier 2019, le tournage se fait à Londres ,.

### Saison 2
Les scènes où figure Christopher Plummer sont tournées chez lui, dans le Connecticut, en raison de la pandémie de COVID-19, peu avant son décès le 5 février 2021.
Le reste du tournage a lieu à Toronto
,.

### Saison 3
Le tournage se fait principalement à Saint-Jean (Terre-Neuve-et-Labrador) et à Toronto.
La météo y est un élément important puisque dans cette saison, un ferry affronte « de grosses vagues et beaucoup d'eau et de pluie »
.

## Épisodes

### Épisode 1:Disparu
- Royaume-Uni : 10 juillet 2019 sur Universal TV
- France : 29 septembre 2019 sur 13e rue
- États-Unis : 17 septembre 2020 sur Peacock
- Canada : 8 octobre 2020 sur Global

### Épisode 2:Miraculée
- Royaume-Uni : 17 juillet 2019 sur Universal TV
- France : 29 septembre 2019 sur 13e rue
- États-Unis : 17 septembre 2020 sur Peacock
- Canada : 15 octobre 2020 sur Global

### Épisode 3:Suspect n°1
- Royaume-Uni : 24 juillet 2019 sur Universal TV
- France : 6 octobre 2019 sur 13e rue
- États-Unis : 17 septembre 2020 sur Peacock
- Canada : 22 octobre 2020 sur Global

### Épisode 4:Sabotage
- Royaume-Uni : 31 juillet 2019 sur Universal TV
- France : 6 octobre 2019 sur 13e rue
- États-Unis : 17 septembre 2020 sur Peacock
- Canada : 22 octobre 2020 sur Global

### Épisode 5:Faux amis
- Royaume-Uni : 7 août 2019 sur Universal TV
- France : 13 octobre 2019 sur 13e rue
- États-Unis : 17 septembre 2020 sur Peacock
- Canada : 22 octobre 2020 sur Global

### Épisode 6:MOSIS
- Royaume-Uni : 14 août 2019 sur Universal TV
- France : 13 octobre 2019 sur 13e rue
- États-Unis : 17 septembre 2020 sur Peacock
- Canada : 22 octobre 2020 sur Global

### Saison 2
La saison 2 concerne l'enquête sur l'accident d'un train à grande vitesse automatisé se rendant à Chicago depuis Toronto. L'accident laisse plusieurs morts dans son sillage et un réseau de suspects et causes potentiels. Outre d'éventuelles erreurs mécaniques ou logicielles, il est question du visionnaire technologique qui a inventé le système de contrôle du train, d'un politicien anti-technologie et d'un prisonnier du FBI qui a dispararu après l'accident. L'enquête de Kendra évolue de la recherche des causes de l'accident à la collaboration avec des agents du FBI pour capturer le fugitif.

### Épisode 1:Collision à grande vitesse
- Royaume-Uni : 1er novembre 2021 sur Sky Witness (en)
- États-Unis : 5 août 2021 sur Peacock
- France : 17 octobre 2021 sur 13e rue
- Canada : 13 juillet 2022 sur Global

### Épisode 2:Fugitif
- Royaume-Uni : 1er novembre 2021 sur Sky Witness (en)
- États-Unis : 5 août 2021 sur Peacock
- France : 17 octobre 2021 sur 13e rue
- Canada : 20 juillet 2022 sur Global

### Épisode 3:Situation périlleuse
- Royaume-Uni : 1er novembre 2021 sur Sky Witness (en)
- États-Unis : 5 août 2021 sur Peacock
- France : 24 octobre 2021 sur 13e rue
- Canada : 27 juillet 2022 sur Global

### Épisode 4:Règlements de comptes
- Royaume-Uni : 1er novembre 2021 sur Sky Witness (en)
- États-Unis : 5 août 2021 sur Peacock
- France : 24 octobre 2021 sur 13e rue
- Canada : 3 août 2022 sur Global

### Épisode 5:Confrontations
- Royaume-Uni : 1er novembre 2021 sur Sky Witness (en)]
- États-Unis : 5 août 2021 sur Peacock
- France : 31 octobre 2021 sur 13e rue
- Canada : 10 août 2022 sur Global

### Épisode 6:Le Deuxième Homme
- Royaume-Uni : 1er novembre 2021 sur Sky Witness (en)
- États-Unis : 5 août 2021 sur Peacock
- France : 31 octobre 2021 sur 13e rue
- Canada : 17 août 2022 sur Global

### Saison 3
La saison 3 suit l'enquête sur le naufrage du ferry maritime The Queen of the Narrows. Lors d'une belle journée à Boston, environ 500 passagers montent à bord du ferry à destination de Terre-Neuve, au Canada. Quelques heures après le départ, une explosion à bord déclenche la panique parmi les passagers, qui se précipitent sur les canots de sauvetage alors que le ferry prend l'eau à une vitesse alarmante. C'est un cauchemar inimaginable pour les passagers avec de nombreux morts alors que le navire coule en un temps record.

### Épisode 1:Naufrage
- États-Unis : 10 novembre 2022 sur Peacock
- Royaume-Uni : 2 août 2023 sur sur Sky Witness (en)
- France : 29 janvier 2023 sur 13e rue
- Canada : 7 août 2023 sur Global

### Épisode 2:Les Survivants
- États-Unis : 10 novembre 2022 sur Peacock
- Royaume-Uni : 9 août 2023 sur sur Sky Witness (en)
- France : 29 janvier 2023 sur 13e rue
- Canada : 14 août 2023 sur Global

### Épisode 3:Passager clandestin
- États-Unis : 10 novembre 2022 sur Peacock
- Royaume-Uni : 16 août 2023 sur sur Sky Witness (en)
- France : 5 février 2023 sur 13e rue
- Canada : 21 août 2023 sur Global

### Épisode 4:Choisir, c’est renoncer
- États-Unis : 10 novembre 2022 sur Peacock
- Royaume-Uni : 23 août 2023 sur sur Sky Witness (en)
- France : 5 février 2023 sur 13e rue
- Canada : 28 août 2023 sur Global

### Épisode 5:Le Plongeur
- États-Unis : 10 novembre 2022 sur Peacock
- Royaume-Uni : 30 août 2023 sur sur Sky Witness (en)
- France : 12 février 2023 sur 13e rue
- Canada : 4 septembre 2023 sur Global

### Épisode 6:La vérité fait surface
- États-Unis : 10 novembre 2022 sur Peacock
- Royaume-Uni : 6 septembre 2023 sur sur Sky Witness (en)
- France : 12 février 2023 sur 13e rue
- Canada : 11 septembre 2023 sur Global

## Réception
Les critiques du Hollywood Reporter disent de la série qu'elle peut piquer la curiosité, mais sans plus. Variety est plutôt positif et salue l'interprétation de Panjabi et Plummer dans une série « qui vise au-dessus de sa catégorie ». Toronto Star trouve que « l'action est aussi intense et captivante que n'importe quel thriller policier » .
L'épisode Vanished est nommé pour le prix Craft de la Directors Guild of Canada (DGC), dans la catégorie Meilleur montage sonore - Série dramatique.
Christopher Plummer remporte un prix des Écrans canadiens 2021, celui de ''meilleur acteur dans un second rôle dans une série dramatique''.